# Ayamé (underprefektur)
Ayamé är en underprefektur i Elfenbenskusten. Den ligger i departementet Aboisso, i den sydöstra delen av landet, 260 km öster om huvudstaden Yamoussoukro.